# Leiothrix gomesii
Leiothrix gomesii är en gräsväxtart som beskrevs av Silveira. Leiothrix gomesii ingår i släktet Leiothrix och familjen Eriocaulaceae. Inga underarter finns listade i Catalogue of Life.